# Paul MacCready

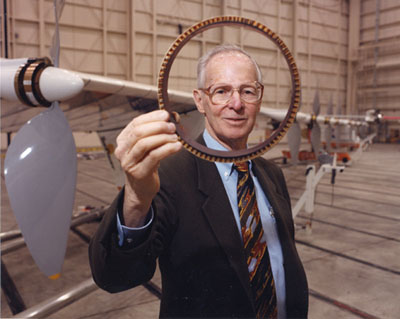
Paul MacCready

Paul (Beattie) MacCready (* 25. September 1925 in New Haven, Connecticut; † 28. August 2007 in Pasadena, Kalifornien) war ein US-amerikanischer Physiker, Ingenieur und Segelflieger. Er widmete sich bevorzugt Themen aus dem Bereich Luftfahrt, sein Wirken war aber nicht darauf beschränkt. Er war Gründer und Vorsitzender des Unternehmens Aerovironment, das sich der Entwicklung und Optimierung verschiedener Produkte widmet.

## Leben
MacCready studierte Physik an der Yale University und am Caltech. Darüber hinaus war er promovierter Aeronautiker.
Er war aktiver Segelflieger und gewann 1956 die Weltmeisterschaft in der Offenen Klasse im französischen St. Yan.
MacCready gilt als bedeutender Pionier des Fliegens mit Muskelkraft. Ein von ihm geleitetes Team gewann am 23. August 1977 mit der Gossamer Condor den ersten Kremer-Preis für andauernden gesteuerten Flug mit Muskelkraft.
Am 12. Juni 1979 gelang dann mit der Gossamer Albatross die Überquerung des Ärmelkanals.
Am 7. Juli 1981 wurde die Überquerung mit dem Solar Challenger mithilfe von Sonnenenergie wiederholt. Die Route von Paris nach London wurde in fünf Stunden und 23 Minuten mit Hilfe von ca. 20 Quadratmetern Solarzellen für zwei Elektromotoren überwunden.
Es folgten die Pathfinder-Flugzeuge. 1987 bauten er und sein Team das Solarrennauto Sunraycer und 1989 den Elektrorennwagen GM Impact.
Er steuerte der Sollfahrttheorie den so genannten MacCready-Ring bei, der die Nutzung der Theorie auch während eines Segelfluges ohne Berechnungen ermöglicht.
1981 wurde er in die American Academy of Arts and Sciences aufgenommen. 2003 wurde MacCready mit dem Bower Award and Prize for Achievement in Science und dem Heinz Award ausgezeichnet. 2015 wurde er in die National Inventors Hall of Fame aufgenommen.
Der Asteroid (24643) MacCready wurde nach ihm benannt.